# Otto Stoelzel
Otto Eduard Stölzel (* 3. September 1869 in Kassel; † 26. Juli 1945 in Marburg) war ein deutscher Jurist und Politiker in Hessen.  1926 war er Regierungspräsident des Regierungsbezirks Kassel und von 1927 bis 1937 Honorarprofessor für Verwaltungsrecht an der Universität Marburg.

## Ausbildung und Beruf
Nach seinem Studium der Rechtswissenschaft an den Universitäten Lausanne, Berlin, Marburg und Leipzig wurde er am 22. Oktober 1890 zum Dr. jur. an der Universität Rostock promoviert. Im selben Jahr war er unter anderem am Amtsgericht Bernau als Gerichtsreferendar tätig.
Bevor er am 2. Oktober 1895 seine Große Staatsprüfung absolvierte, diente er von 1890 bis 1891 als Einjährig-Freiwilliger beim 1. Garde-Feldartillerie-Regiment der Preußische Armee und war zuletzt Major der Reserve des 3. Garde-Feldartillerie-Regiments.
1895 war er als Regierungsassessor beim Amtsgericht Charlottenburg und ab 1897 als Landrichter beim Landgericht Neuruppin, sowie im Justizministerium tätig. 1906 wechselte er zum Landgericht Berlin II unter Beibehaltung seiner Tätigkeit im Justizministerium. 1907 wurde er Oberlandgerichtsrat beim Oberlandesgericht Celle und 1911 Hilfsrichter beim Oberverwaltungsgericht Berlin, bevor er 1914 Königlich Preußischer Geheimer Regierungsrat und Vortragender Rat im preußischen Ministerium des Innern wurde.
Im Ersten Weltkrieg war Stölzel von September 1914 bis November 1915 als Hauptmann der Reserve und Batteriechef im Feldartillerie-Regiment Nr. 82. Nach schwerer Verwundung wurde er beurlaubt und am 29. Februar 1916 aus dem Heeresdienst entlassen.
1918 wurde er im Ministerium des Innern zum Geheimen Oberregierungsrat und Vortragenden Rat und 1921 zum Abteilungsdirigent ernannt.
Vom 30. April 1926 bis zum 3. Februar 1927 war Otto Stölzel Regierungspräsident des Regierungsbezirks Kassel. Nach Auseinandersetzungen mit dem Provinzialausschuss und dem Innenministerium ging er anschließend in den einstweiligen Ruhestand.
Ab 8. Juli 1927 war Stölzel Honorarprofessor für Verwaltungsrecht an der Universität Marburg und lehrte dort bis Ende des Wintersemesters 1936/37.
Außerdem war er Vorsitzender des Reichsbund der Standesbeamten Deutschlands.

## Werke
- 1897 – Herausgeber von „Rechtsprechung des Gerichtshofs zur Entscheidung der Kompetenzkonflikte“[3]
- 1918 – „Wohnungsgesetzgebung für Preußen. Das Wohnungsgesetz mit den Ausführungsbestimmungen und den ergänzenden Gesetzen“[4]
- 1938 – „Marburgs alte Grabschriften“[5]